# 新疆昆仑宾馆
新疆昆仑宾馆（亦被称为八楼）位于中华人民共和国新疆维吾尔自治区乌鲁木齐市沙依巴克区，是乌鲁木齐市最早的高层钢筋混凝土结构建筑，也是乌鲁木齐市首家高级宾馆。新疆昆仑宾馆隶属于新疆维吾尔自治区机关事务管理局，是中国共产党新疆维吾尔自治区代表大会等多项会议的召开地。
新疆昆仑宾馆是乌鲁木齐市文物保护单位；新疆昆仑宾馆及其代表性注册商标“八楼1959”为新疆老字号；新疆昆仑宾馆中楼是中国20世纪建筑遗产。

## 地理位置与宾馆近况
新疆昆仑宾馆位于中华人民共和国新疆维吾尔自治区乌鲁木齐市沙依巴克区友好北路146号。其西侧与新疆人民会堂和乌鲁木齐市儿童公园隔友好北路相对，北侧与新医路相邻，东侧是新疆国宾车队，南侧则是新疆军区第一干休所。
新疆昆仑宾馆主要分为中、北、南三幢接待楼，分别是中楼、北楼和南楼。截止到2018年，新疆昆仑宾馆地面积8.2万平方米，三幢接待楼总面积5.7万平方米。新疆昆仑宾馆三幢接待楼拥有近600间客房、超1000个床位并且有29个会议室。新疆昆仑宾馆不同的招待楼星级并不一样，分别是北楼三星级、中楼四星级、南楼五星级。

### 周边交通
█ 乌鲁木齐地铁1号线

## 历史简介

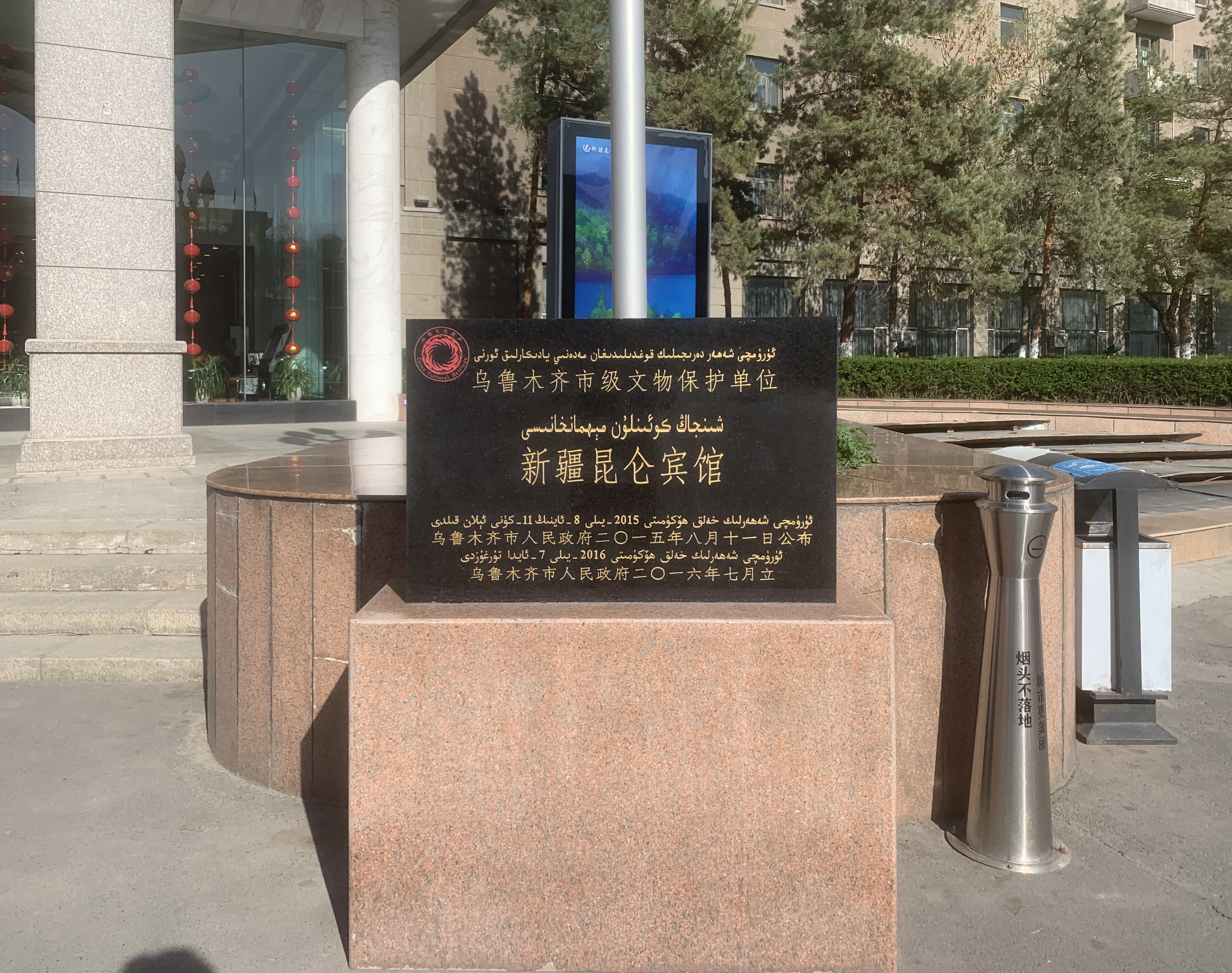
新疆昆仑宾馆是乌鲁木齐市文物保护单位

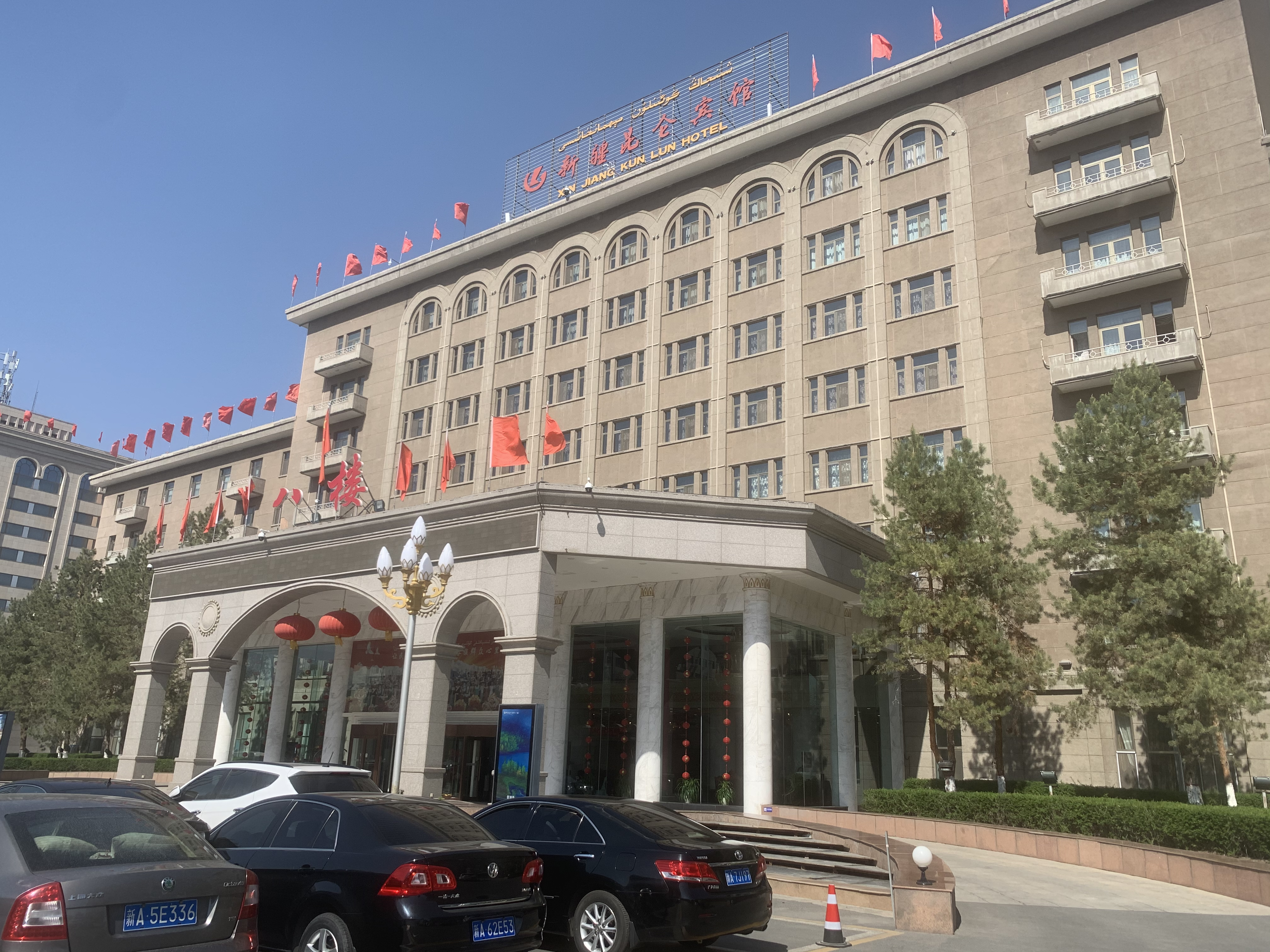
新疆昆仑宾馆中楼近景

### 中楼
新疆昆仑宾馆中楼被分为两部分，自东向西分别是中楼和后楼。中楼由新疆勘察设计院设计，由新疆军区生产建设兵团建筑工程处（现中建新疆建工集团第一建筑工程有限公司）施工。新疆昆仑宾馆中楼是借鉴北京前门饭店的图纸设计的一座仿苏式且具有民族风格建筑。中楼于1958年开始动工，并于1960年完工。该楼的建成意味着乌鲁木齐市拥有了第一座高层钢筋混凝土结构建筑。新疆昆仑宾馆中楼建筑面积14,330平方米，分为南、中、北三段，其中中段高8层，南北两段各6层。中楼中段由进厅、办公室、大堂、服务总台等组成。南北两端则为客房。中楼楼顶原为可以俯视沙依巴克区和新市区的舞厅，后改为不可上人的屋面。砖混结构的后楼于1961年竣工，面积2044平方米。其中一层为中餐厅，二层为可容纳800人的大礼堂。后楼的屋盖是跨度20米的多边形屋架，并由铁皮构成屋顶。新疆昆仑宾馆是乌鲁木齐第一家高级宾馆。周恩来、陈毅、贺龙、李先念、杨尚昆、王震、王恩茂等中国共产党和中华人民共和国领导人都曾先后下榻于新疆昆仑宾馆。

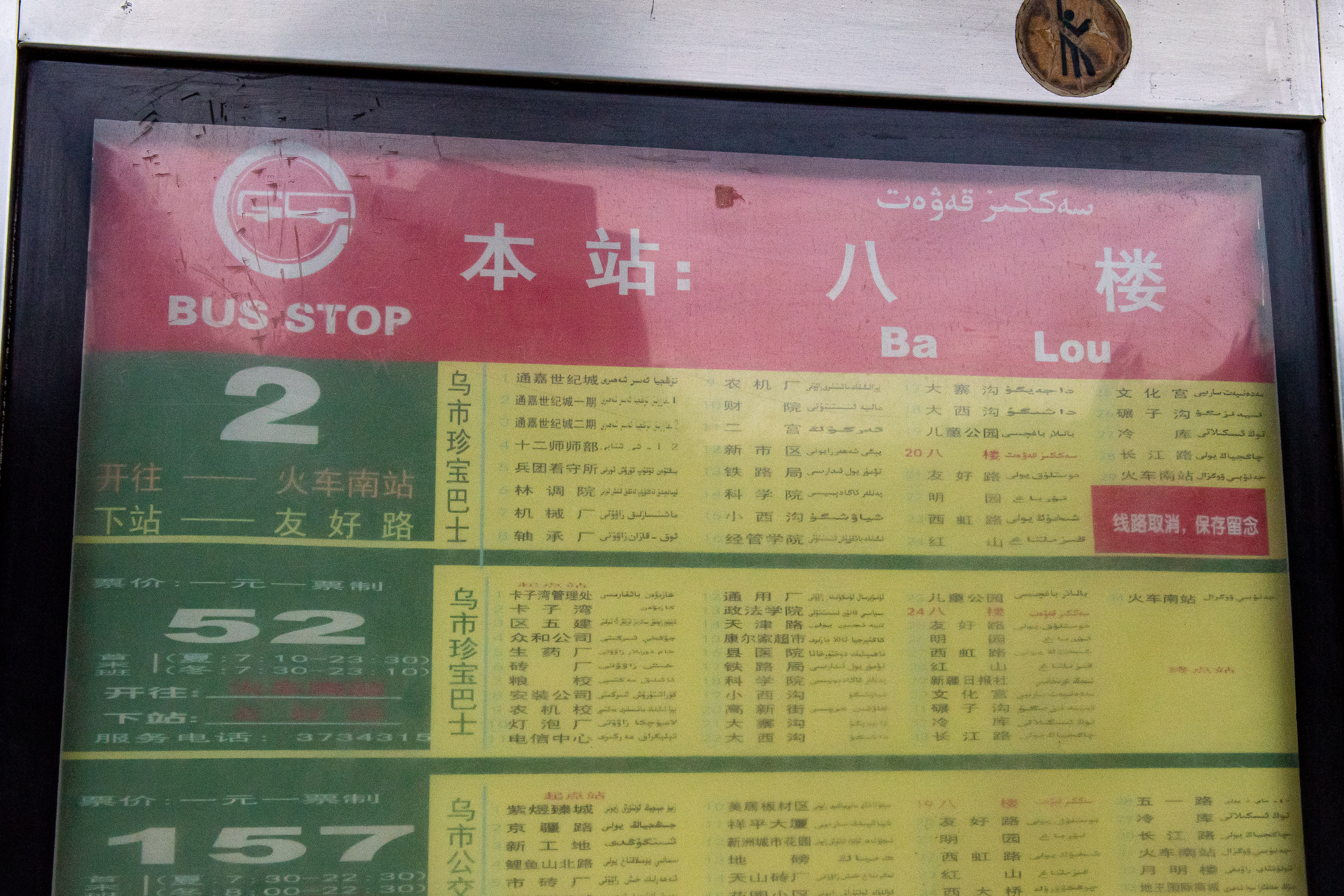
尽管旧2路已被乌鲁木齐快速公交取代，八楼公交站的站牌顶部仍有2路站牌以示纪念；2025年乌鲁木齐公交另外开行了新2路，与旧2路走向不同但同样经过八楼

因为新疆昆仑宾馆建成时高8层，且直到1980年前一直是乌鲁木齐市最高的建筑物，所以新疆昆仑宾馆在民间被称为八楼。2004年，刀郎的一曲《2002年的第一场雪》中歌词“停靠在八楼的二路汽车”，使得八楼名噪一时，虽然2路公交于2011年至2025年期间停运，但八楼站始终保留有路线信息。2008年，新疆昆仑宾馆进行抗震加固改造工程，此次工程采用喷射混凝土技术对新疆昆仑宾馆中楼进行加固。2012年11月，在中楼楼门正上方树立了长宽各2.2米红色正楷“八楼”二字，是新疆昆仑宾馆第一次有了“八楼”的明确标识。2015年9月，新疆昆仑宾馆被列为第六批乌鲁木齐市文物保护单位。新疆昆仑宾馆中楼主体结构基本维持原状，不过在1985年将前厅大堂向外延伸17米。在1995年，对中楼的内部格局和装饰进行了较大规模的改动，影响了建筑的原貌。2024年，新疆昆仑宾馆中楼入选第九批中国20世纪建筑遗产推介项目。同年10月，新疆昆仑宾馆及其代表性注册商标“八楼1959”被新疆维吾尔自治区商务厅列为第二批新疆老字号。

### 北楼与南楼
1983年4月起，在中楼北侧开始建设一座12层的招待楼，即新疆昆仑宾馆北楼。新疆昆仑宾馆北楼也是由新疆勘察设计院设计，主要由王小东负责设计。由改建后的新疆维吾尔自治区建筑工程局（前身为新疆军区生产建设兵团建筑工程处）施工，北楼最终于1985年4月竣工。北楼建筑面积超过13,000平方米，加地下室共13层，高超过41米。北楼一、二层与中楼互通。北楼的外饰上在檐头处多次重复半圆拱形，在檐头拱卷借鉴了维吾尔民居庭院廊柱的双连拱的形式。面对友好北路的弧形山墙有改造、简化于伊斯兰建筑叫拜楼的特点。北楼内装饰有如艾德莱斯绸图案样式的传统色彩和维吾尔民居中常见的壁龛石膏花饰和木雕。北楼的客房设计为中、低标准。2008年，在中楼以南又修建了高9层的南楼。2021年9月，新疆昆仑宾馆北楼被列为第三批乌鲁木齐市历史建筑。